# Chong Chang-suk
Chong Chang-suk (koreanisch 정창석; * 29. November 1974) ist eine ehemalige nordkoreanische Eisschnellläuferin.

## Werdegang
Chong wurde im Jahr 1988 nordkoreanische Meisterin über 1500 m und kam bei den Juniorenweltmeisterschaften 1989 in Kiew auf den 20. Platz im Mini-Mehrkampf. In der Saison 1989/90 siegte sie bei den nordkoreanischen Meisterschaften über 1500 m, 3000 m sowie 5000 m und absolvierte in Berlin ihr einziges Rennen im Eisschnelllauf-Weltcup, welches sie auf dem 23. Platz über 3000 m beendete. Bei den Juniorenweltmeisterschaften 1990 in Obihiro lief sie auf den 11. Platz im Mini-Mehrkampf und bei den Winter-Asienspielen 1990 in Sapporo auf den 11. Platz über 500 m, auf den zehnten Rang über 3000 m sowie auf den achten Platz über 1000 m. Zudem holte sie dort die Bronzemedaille über 1500 m. In den folgenden Jahren belegte sie bei den Juniorenweltmeisterschaften 1991 in Calgary den vierten Platz im Mini-Mehrkampf und bei den Olympischen Winterspielen 1992 in Albertville den 27. Platz über 500 m, den 26. Rang über 1000 m sowie den 22. Platz über 1500 m. Im Jahr 1993 wurde sie nochmals nordkoreanische Meisterin im Kleinen-Vierkampf. Letztmals international startete sie bei den  Einzelstreckenasienmeisterschaften 1993 in Chichibu, wobei sie jeweils den siebten Platz über 1000 m und 1500 m errang.

## Erfolge

### Olympische Spiele
- 1992 Albertville: 22. Platz 1500 m, 26. Platz 1000 m, 27. Platz 500 m

### Asienmeisterschaften
- 1993 Chichibu: 7. Platz 1000 m, 7. Platz 1500 m

### Winter-Asienspiele
- 1990 Sapporo: 3. Platz 1500 m, 8. Platz 1000 m, 10. Platz 3000 m, 11. Platz 500 m

### Persönliche Bestzeiten
| Disziplin | Zeit        | Datum           | Ort     |
| --------- | ----------- | --------------- | ------- |
| 500 m     | 41,89 s     | 1. März 1991    | Calgary |
| 1000 m    | 1:22,31 min | 1. März 1991    | Calgary |
| 1500 m    | 2:06,33 min | 1. März 1991    | Calgary |
| 3000 m    | 4:34,20 min | 1. März 1991    | Calgary |
| 5000 m    | 8:00,21 min | 4. Februar 1990 | Pujon   |